# رايموند فان دير خو
رايموند فان دير خَو ( تنطق بالهولندية: [ˈreːmɔnt fɑn dɛr ˈɣʌu̯] ،  مواليد 24 مارس 1963) هو لاعب كرة قدم هولندي سابق، لعب كحارس مرمى.
بعد حياته المهنية الناجحة مع فيتيس أرنهيم في مسقط رأسه في هولندا، وحتى فترة الثلاثينيات من عمره، انتقل إلى مانشستر يونايتد ، حيث عانى أيضًا من الاعتراف النسبي على الرغم من اللعب بشكل متقطع واستخدامه كاحتياطي ؛ قدم 61 مباراة في ستة مواسم لشياطين الحمر، منهم 37 في الدوري الممتاز .  سجل هدفه الوحيد في المباراة الأخيرة من مسيرته مع أغوف أبيلدورن ، قبل أن يتقاعد في سن 44 ، ويصبح مدرباً.

## مهنة كرة القدم

### هولندا
كان أول نادي لفان دير خو هو غو أهد إيغلز، وظهر لأول مرة مع الفريق الأول بفوز 2-1 ضد دن بوش ، في 14 سبتمبر 1985. في ذلك الوقت ، كانت النسور تتنافس في النصف السفلي من الدرجة الأولى ، وحققت المركز العاشر في الموسم الأول مع اللاعب. ومع ذلك ، تعرض النادي للهبوط في عام 1987 ، وفشل في تحقيق الترقية في الموسم التالي. بعد 97 مباراة في الدوري ، انضم فان دير خو إلى فيتيسه من المستوى الثاني.
شهد موسمه الأول مع فيتيسه فوز النادي بلقب Eerste Divisie ، حيث صعد إلى الدرجة الأولى في كرة القدم الهولندية لأول مرة منذ تسعة مواسم. الموسم التالي شهد المزيد من التقدم. حصل فيتيس على المركز الرابع في 1989-90 حيث تأهل لكأس الاتحاد الأوروبي للمرة الأولى في تاريخه. كما وصل النادي إلى نهائي الكأس المحلية.
في المسابقة الأوروبية ، مع وصول فيتيس إلى ربع نهائي كأس الاتحاد الأوروبي ، حافظ فان دير خو على نظافة شباكه أربع مرات متتالية ، قبل أن يخسر الفريق في النهاية أمام سبورتنج لشبونة. أنهى فيتيسه باستمرار في المراكز الستة الأولى في المواسم اللاحقة ، لكنه كان أقل إثارة للإعجاب في أوروبا ، حيث خسر 3-0 في مجموع المباراتين أمام نورويتش سيتي ، من بين نتائج أخرى.

### إنجلترا
بعد أن لعب أكثر من 350 مباراة في الدوري في هولندا ، كان فان دير خو خيارًا متمرسًا لأخذ مكان توني كوتون عندما غادر الأخير إلى سندرلاند ، وتم نقله إلى مانشستر يونايتد مقابل رسوم قدرها 500000 جنيه إسترليني.
لعبت خبرة فان دير خو دورًا في نجاحات يونايتد كلاعب وكمدرب حراس مرمى في النادي. جاء ظهوره الأول مع يونايتد ضد أستون فيلا في 21 سبتمبر 1996، عندما حافظ على شباكه نظيفة. ظهر بظهور ملحوظ ضد بوروسيا دورتموند في نصف نهائي دوري أبطال أوروبا 1996-97 ، عندما انسحب بيتر شمايكل بسبب الإصابة قبل دقائق فقط من انطلاق المباراة. خسر يونايتد المباراة 1-0 ، لكن فان دير جو ساعد في الحفاظ على النتيجة منخفضة.
في عام 1998 ، لعب فان دير خو مرة أخرى في مباراة حاسمة في دوري أبطال أوروبا مع يونايتد ، وهي مباراة الإياب من ربع النهائي ضد موناكو. في أداء مفعم بالحيوية ، نفى العديد من الفرص الواضحة للخصم ، وكان اللاعب الهولندي البالغ من العمر 34 عامًا سيحافظ على شباكه نظيفة لولا هدف قوي بعيد المدى من ديفيد تريزيغيه. تعادل الشياطين الحمر 1-1 لكنهم خرجوا بأهداف خارج أرضهم. كان المعلم من أي وقت مضى، فان دير خو درب حراس مرمى يونايتد الشباب لفترة من الوقت، لكنه تخلى عن هذا الدور في 1998-1999 عندما عاد كوتون إلى النادي، بنفس السعة، ولكن ليس بعقد لعب.
في موسم 1999-2000 ، ولأول مرة في مسيرته مع يونايتد، لعب فان دير خو ما يكفي من المباريات للفوز بميدالية الدوري الممتاز. شارك في 23 مباراة في جميع المسابقات خلال ذلك الموسم ، منها 14 مباراة في الدوري الممتاز. بدأ في 11 مباراة في الدوري الممتاز ، وفي 3 مباريات أخرى استبدل مارك بوسنيتش المتعثر كبديل. تضمنت هذه الجولة من اللعب المنتظم نسبيًا هزيمة يونايتد في كأس السوبر 1999 ، كما ظهر في بعض مباريات دوري أبطال أوروبا، بما في ذلك الأداء الملحوظ ضد منافسه في المجموعة شتورم غراتس - حيث قام بسلسلة من التصديات، وحافظ على نظافته. ورقة وأوقف ركلة جزاء من إيفيكا فاستيك. كما أنه ظهر فقط في البطولة التي نظمها FIFA ضد ساوث ملبورن في بطولة العالم للأندية عام 2000.
بعد وصول فابيان بارتيز ، استأنف فان دير خو دوره كحارس مرمى احتياطي في موسم 2000-01 ، حيث طُرد للمرة الوحيدة في المسابقة الإنجليزية ، ضد واتفورد في كأس الرابطة ، في 31 أكتوبر 2000. على الرغم من أنه بدأ بـ 26 مباراة فقط في خمسة مواسم ، ووصول روي كارول ، وقع على تمديد عقده لمدة عام واحد في صيف عام 2001. ظهر فان دير خو آخر مرة مع النادي في 11 مايو 2002 ، ضد تشارلتون أتليتيك في تعادل سلبي على ملعب أولد ترافورد في اليوم الأخير من الموسم ، وأصبح بذلك أكبر لاعب معمرًا مع يونايتد منذ نهاية الحرب العالمية الثانية ، بعد شهرين من عيد ميلاده التاسع والثلاثين. كان أكبر لاعب تعاقد مع يونايتد طوال سنواته الست في النادي. ومع ذلك ، كانت هذه واحدة من مباراتين بديلين فقط في 2001-2002 ، مما أدى إلى انتقال مجاني إلى وست هام يونايتد في يونيو 2002. لعب 61 مباراة تنافسية في ست سنوات مع الشياطين الحمر.
بعد رفض الانتقال إلى كوفنتري سيتي ، وقع فان دير خو عقدًا لمدة عام واحد مع وست هام ، مع خيار ثانية. لم يلعب مباراة تنافسية للنادي ، وتم إنهاء عقده بعد موسم واحد بعد هبوط النادي.

### المهنة اللاحقة
بعد مغادرة وست هام ، عاد فان دير خو إلى هولندا ، حيث انضم إلى آر كي سي فالفيك لموسم 2003–04 ، لكنه ظهر مرة واحدة فقط في الدوري. انضم لاحقًا إلى أغوف أبيلدورن، حيث مكّن الفريق بفضل النهاية القوية في 2005–06 الفريق من الوصول إلى التصفيات من أجل ترقية من الدرجة الأولى. أثناء وجوده في النادي ، لعب 100 مباراة في الدوري وسجل هدف الدوري الوحيد في مسيرته، من ركلة جزاء في آخر مباراة احترافية له. اعتزل اللعب في سن 44.
في يونيو 2007 ، عاد فان دير خو إلى إنجلترا كمدرب حراس المرمى في سندرلاند ، حيث ارتبط بزميله السابق في فريق مانشستر يونايتد روي كين. تم إحضاره للعمل مع تيم كارتر، الذي خدم بهذه الصفة قبل وصول فان دير خو، وعاد كارتر في النهاية إلى تدريب لاعبي أكاديمية الفريق بعد التعيين.
بعد استقالة ريكي سبراجيا في نهاية موسم 2008-09 وتم تعيين ستيف بروس في وقت لاحق كمدير جديد ، غادر فان دير خو سندرلاند للعودة إلى ناديه القديم فيتيس ، كمدرب حراس المرمى أيضًا.

## مرتبة الشرف
فيتيس
- الدوري الهولندي لكرة القدم الدرجة الثانية : 1988-89

مانشستر يونايتد 
- الدوري الإنجليزي الممتاز : 1999-2000 ، 2000–01 [24]
- كأس الاتحاد الانجليزي : 1998-1999
- درع اتحاد كرة القدم الخيري : 1996 ، 1997
- دوري أبطال أوروبا : 1998-1999

## روابط خارجية
- رايموند فان دير خو على موقع IMDb (الإنجليزية)
- رايموند فان دير خو على موقع الاتحاد الدولي (مؤرشف)  (الإنجليزية)
- رايموند فان دير خو على موقع الاتحاد الأوربي (الإنجليزية)
- رايموند فان دير خو على موقع قاعدة بيانات كرة القدم.إي يو (الإنجليزية)
- رايموند فان دير خو على موقع Soccerbase.com (لاعب) (الإنجليزية)
- رايموند فان دير خو على موقع عالم كرة القدم.نت (الإنجليزية)

- رايموند فان دير خو في قاعدة بيانات الأفلام على الإنترنت